# Selección de fútbol de Åland
La selección de fútbol de Åland (en sueco: Ålands förbundslag i fotboll) es el representativo regional de esta provincia autónoma perteneciente a Finlandia, y es controlada por la Asociación de Fútbol de Åland. No es miembro de la FIFA, así que sus partidos no son reconocidos por esta entidad.

## Estadísticas

### Juegos de las Islas
| Juegos de las Islas | Juegos de las Islas | Juegos de las Islas | Juegos de las Islas | Juegos de las Islas | Juegos de las Islas | Juegos de las Islas | Juegos de las Islas |
| Año                 | Ronda               | J                   | G                   | E                   | P                   | GF                  | GC                  |
| ------------------- | ------------------- | ------------------- | ------------------- | ------------------- | ------------------- | ------------------- | ------------------- |
| 1989                | 3º                  | 4                   | 2                   | 0                   | 2                   | 10                  | 12                  |
| 1991                | 4º                  | 4                   | 2                   | 0                   | 2                   | 3                   | 3                   |
| 1993                | 3º                  | 4                   | 3                   | 0                   | 1                   | 7                   | 4                   |
| 1995                | 7º                  | 4                   | 0                   | 1                   | 3                   | 4                   | 14                  |
| 1997                | No participó        | No participó        | No participó        | No participó        | No participó        | No participó        | No participó        |
| 1999                | 6º                  | 4                   | 2                   | 0                   | 2                   | 8                   | 6                   |
| 2001                | No participó        | No participó        | No participó        | No participó        | No participó        | No participó        | No participó        |
| 2003                | No participó        | No participó        | No participó        | No participó        | No participó        | No participó        | No participó        |
| 2005                | 7º                  | 5                   | 2                   | 0                   | 3                   | 6                   | 10                  |
| 2007                | 7º                  | 4                   | 2                   | 0                   | 2                   | 7                   | 6                   |
| 2009                | 2º                  | 5                   | 3                   | 1                   | 1                   | 10                  | 7                   |
| 2011                | 4º                  | 4                   | 1                   | 1                   | 2                   | 8                   | 11                  |
| 2013                | No participó        | No participó        | No participó        | No participó        | No participó        | No participó        | No participó        |
| 2015                | 9º                  | 4                   | 2                   | 0                   | 2                   | 3                   | 6                   |
| 2017                | 7º                  | 4                   | 2                   | 2                   | 0                   | 5                   | 2                   |
| 2019                | No participó        | No participó        | No participó        | No participó        | No participó        | No participó        | No participó        |
| 2023                | 13º                 | 4                   | 0                   | 1                   | 3                   | 2                   | 9                   |
| Total               | 11/17               | 46                  | 18                  | 4                   | 24                  | 73                  | 90                  |

## Últimos partidos y próximos encuentros
| Fecha      | Ciudad   | Local    | Resultado | Visitante | Competencia                              |
| ---------- | -------- | -------- | --------- | --------- | ---------------------------------------- |
| 25-06-2017 | Dalhem   | Guernsey | 1:1       | Åland     | Juegos de las Islas 2017                 |
| 26-06-2017 | Fardhem  | Åland    | 0:0       | Saaremaa  | Juegos de las Islas 2017                 |
| 27-06-2017 | Visby    | Åland    | 2:1       | Shetland  | Juegos de las Islas 2017                 |
| 29-06-2017 | Fårösund | Anglesey | 0:2       | Åland     | Juegos de las Islas 2017 (Séptimo Lugar) |

## Historial contra otras selecciones
| Rival               | PJ | PG | PE | PP | GF | GC |
| ------------------- | -- | -- | -- | -- | -- | -- |
| Bermudas            | 1  | 0  | 0  | 1  | 0  | 2  |
| Bornholm            | 1  | 1  | 0  | 0  | 6  | 2  |
| Islas Malvinas      | 1  | 1  | 0  | 0  | 2  | 1  |
| Islas Feroe         | 1  | 0  | 0  | 1  | 1  | 7  |
| Frøya               | 1  | 1  | 0  | 0  | 3  | 1  |
| Gibraltar           | 1  | 1  | 0  | 0  | 2  | 1  |
| Gotland             | 3  | 1  | 0  | 2  | 4  | 7  |
| Groenlandia         | 5  | 5  | 0  | 0  | 17 | 8  |
| Guernsey            | 3  | 1  | 1  | 1  | 6  | 5  |
| Isla de Man         | 4  | 2  | 0  | 2  | 6  | 5  |
| Isla de Wight       | 3  | 2  | 0  | 1  | 3  | 5  |
| Jersey              | 6  | 0  | 0  | 6  | 5  | 14 |
| Menorca             | 1  | 0  | 1  | 0  | 1  | 1  |
| Öland               | 2  | 1  | 1  | 0  | 6  | 3  |
| Rodas               | 1  | 0  | 0  | 1  | 2  | 3  |
| Saaremaa            | 2  | 0  | 1  | 1  | 4  | 5  |
| Laponia             | 3  | 2  | 0  | 1  | 5  | 4  |
| Sealand             | 1  | 0  | 1  | 0  | 2  | 2  |
| Shetland            | 4  | 3  | 0  | 1  | 8  | 5  |
| Hébridas Exteriores | 1  | 1  | 0  | 0  | 2  | 0  |
| Anglesey            | 3  | 1  | 0  | 2  | 8  | 8  |